# 가족법
가족법(家族法)은 가족 및 친족의 공동생활과 공동생활에 기초한 재산의 승계관계를 규율하는 법이다. 친족·상속법이라는 용어를 사용하기도 한다.
대한민국의 경우, 민법전(民法典) 가운데에서 제2편 물권, 제3편 채권을 한 묶음으로 해서 '재산법(財産法)'이라고 하고, 제4편 친족과 제5편 상속을 한 묶음으로 해서 '가족법(家族法)'이라고 강학상(講學上) 일컬어지고 있다.
재산법과 가족법은 모두 민법으로서 인류의 생활관계를 규율하는 의미에서 동일한 성질을 가지고 있다. 민법이 규율의 대상으로 하고 있는 인간의 사회생활은 재화의 생산·재생산의 생활인 '경제생활의 면'과 종족의 생산·재생산의 생활인 가족적·친족적 '공동생활의 면'이라는 두 가지 면으로 나누어 볼 수 있다.
친족법은 비타산적·비합리적 성질을 지니고, 재산법은 타산적·합리적 성격을 지닌다. 재산법(특히 채권법)은 대체로 '임의법'인데 비하여 친족법은 원칙적으로 '강행법'이다. 상속법은 재산승계를 친족공동체 중심으로 규율한다는 면에서 '친족법'적 성격을 갖지만, 다른 한편으로 소유권 취득의 특수한 형태로서의 재산승계라는 점에서 '재산법'적 성질을 내포하고 있다.
'친족법'을 '재산법'과 대립하는 의미에서 '신분법'이라는 이름을 붙이기도 하였다. 이는 일본의 법학자 나카가와 젠노스케(中川善之助)가 만든 용어이다. 그러나, '신분'이라는 말이 봉건사회의 사회상의 지위를 의미하는 것으로도 쓰이기 때문에 그 자체에 지배복종의 원리가 내포되고 있는 것으로 보여 근래에 와서는 '가족법'이라는 용어로 바뀌어 사용되고 있다.
2006년 현재, 전 세계적으로 아동의 최대 복리는 가족법의 최대 이념으로 인식되었다.

## 가족법의 영역

### 친족법
- 혼인
- 부모와 자(子): 친자관계, 친생자(親生子), 양자(養子), 친양자
- 친권
- 후견
- 부양
- 친족관계

### 상속법
- 상속
- 유언: 유언은 어떤 사람이 죽음에 임박하여 남기는 말이다. 법적으로 유언은 유언자가 자신의 사망과 동시에 일정한 법률효과를 발생시킬 목적으로 행하는 단독행위이자 요식행위이다. 유언을 담은 문서는 유서 또는 유언장이라 한다.

- 유류분 (遺留分)

## 대한민국의 가족법
가족법은 혼인관계·친자관계·친족관계를 규율 대상으로 한다. 대한민국의 경우, 민법전 가운데에서 제4편 친족과 제5편 상속을 한 묶음으로 해서 '가족법'이라고 한다. 오늘날 서구 사회에서는 혼인관계와 친자관계를 제외한 친족관계는 거의 규율 대상이 되지 않고 있다. 그러나, 대한민국에서는 아직도 친족관계에 대한 의식이 많이 남아 있다. 대한민국 민법이 광범위한 친족범위를 법률적으로 인정하고, 가족의 범위를 규정하고 있는 것은 이 때문이라 할 수 있다.
호주제는 호주를 중심으로 가족구성원들의 출생ㆍ혼인ㆍ사망 등의 신분 변동을 기록하는 것으로, 민법 제4편(친족편)에 의한 제도였다. 대한민국의 호주제는 부계혈통을 바탕으로 하여 호주를 기준으로 '가(家)' 단위로 호적(戶籍)이 편제되는 것으로 일제강점기에 도입되었다. 하지만 일본에서는 1947년 '가(家)' 제도를 폐지하는 가족법 개혁으로 호적에 기록하는 가족범위를 부부와 그들의 미혼자녀로 축소하고(3세대 호적금지), 호주제를 없앴다. 이에 따라 대한민국은 세계에서 유일하게 호주제를 채택하고 있는 국가가 되었다.
대한민국의 가족법에서 혼인관계·친자관계·친족관계·상속관계 등에 대해 광범위한 영향을 미치던 호주제가 2005년 2월 3일 헌법재판소에 의해 양성평등과 개인의 존엄을 규정한 「헌법」에 위반된다는 헌법불합치 결정을 받았다. 이후 호주제 폐지를 주요 내용으로 하는 '민법 일부개정법률'(2005년 3월 31일 법률 제7427호)이 2008년 1월 1일부터 시행되었다. 이는 광복 후의 민주주의의 세례, 사회적 현실의 변화가 남성 중심적이고 가장(家長) 중심의 가부장제(家父長制) 가족제도의 지양을 요구하는 데 대한 필연적 결과이다.

### 친족법
1960년 1월 1일에 시행된 민법전은 호주제를 중심으로 한 전통적인 가족제도에 기초를 두었기 때문에 그 후의 사회변혁과 발전에 따른 사회저변의 변화에 뒤떨어지고 맞지 않게 되었으며, 더욱이 남녀평등의 헌법정신에도 위배되는 결과가 초래되어 여성계를 중심으로 폭넓은 개정 요구가 대두되었다.
1977년 12월 31일 법률 제3051호 '민법 중 개정법률'에 의해 가족법 분야에 일부 수정이 가해져 혼인·동성동본·성년자·이혼·귀속불명재산·친권·상속에 관한 법률의 개정이 있었으며 유류분제도(遺留分制度)를 신설하였다.
1990년 1월 13일 법률 제4199호 '민법 중 개정법률'은 구법(舊法)에서 부계(父系) 8촌(寸) 이내, 모계(母系) 4촌 이내로 되어 있던 친족의 범위를 부계·모계 동일하게 8촌 이내의 혈족과 4촌 이내의 인척(姻戚)으로 하였고(제777조), 적모서자관계와 계모자 관계를 혈족에서 제외시켰으며, 이혼배우자(離婚配偶者)의 재산분할청구권을 신설하였다(제839조의 2). 구법(舊法)에서 부모가 이혼하는 경우에 자(子)에 대한 친권(親權)의 행사가 부(父)에 일방적으로 귀속되는 경향이 있었는데, 신법(新法)에서는 부모가 이혼하는 경우에 부모의 협의로 '친권을 행사할 자'를 정할 수 있도록 하고 당사자의 청구에 의하여 가정법원이 정하도록 하였다(제909조). 법원은 '친권을 행사할 자'로 지정된 부모가 사망할 경우에 생존하는 부 또는 모가 친권을 자동으로 갖는다고 해석하였다. 이 때문에 '친권을 행사할 자'가 남긴 유산을 생존하는 부나 모가 가로채는 문제가 부각되어, 2005년에 '친권을 행사할 자'를 '친권자'로 수정하면서 민법이 개정되었다. 2011년 단독 친권자가 사망한 경우 가정법원의 심사를 통해 친권자 혹은 후견인을 정하도록 민법이 개정되어 2013년 7월부터 시행되었다.
즉, 친족의 범위는 다음과 같다.
- 8촌 이내의 혈족
- 4촌 이내의 인척[10]
- 배우자

이러한 개정내용들이 과거보다 일보 진전된 것은 사실이지만 여전히 재고의 여지가 많았고, 특히 호주제 폐지와 관련된 사회적 논쟁이 끊이지 않았다. 그런 와중에 정부가 호주제 폐지를 포함한 민법개정안을 국회에 제출하고, 헌법재판소가 2005년 2월 3일의 결정(헌재결 2005.2.3. 2001헌가9 내지 15, 2004헌가5 병합)에서 "호주제도는 양성평등과 개인의 존엄을 규정한 「헌법」에 위반되며, 변화된 사회환경과 가족상에 비추어도 호주제도의 존치 이유가 없어서 「헌법」에 합치하지 않는다"고 판시함으로써 2005년 3월 31일 법률 제7427호 '민법 일부개정법률'이 제정 공포되었다.
개정 법률의 이유는 헌법 이념에 충실하고 현실의 가족생활에 부합하는 가족제도를 마련하려는 것으로서, 그 주요 골자는 다음과 같다.

가. 호주에 관한 규정과 호주제도를 전제로 한 입적․복적․일가창립․분가 등에 관한 규정을 삭제하는 한편, 호주와 가(家)의 구성원과의 관계로 정의되어 있는 가족에 관한 규정을 새롭게 규정함(호주제 관련 규정의 전부 삭제, 제779조).

나. 자녀의 성(姓)과 본(本)은 부(父)의 성과 본을 따르는 것을 원칙으로 하되, 혼인신고시 부모의 협의에 의하여 모(母)의 성과 본도 따를 수 있도록 함(제781조제1항).

다. 자녀의 복리를 위하여 자녀의 성과 본을 변경할 필요가 있는 때에는 부(父) 또는 모(母) 등의 청구에 의하여 법원의 허가를 받아 이를 변경할 수 있도록 함(제781조제6항).

라. 동성동본금혼제도를 폐지하고 근친혼금지제도로 전환하되, 8촌 이내의 부(父)계혈족 또는 모(母)계혈족 사이에서는 혼인을 금지하는 근친혼제한의 범위를 조정함(제809조).

마. 부성추정의 충돌을 피할 목적으로 여성에 대하여 6월의 재혼금지기간을 두고 있는 규정을 이를 삭제함(제811조 삭제).

바. 친생부인의 소는 제소권자를 부(夫)뿐만 아니라 처(妻)까지 확대하고, 제소기간도 친생부인사유를 안 날부터 2년 내로 연장하는 등 친생부인제도를 합리적으로 개선함(제846조 및 제847조).

사. 양친과 양자를 친생자관계로 보아 종전의 친족관계를 종료시키고 양친과의 친족관계만을 인정하며 양친의 성과 본을 따르도록 하는 친양자제도를 신설함(제908조의2 내지 제908조의8 신설).

아. 부모 등 친권자가 친권을 행사함에 있어서는 자의 복리를 우선적으로 고려하여야 한다는 의무규정을 신설함(제912조 신설).

자. 상당한 기간 동안 동거하면서 피상속인을 부양한 상속인에게도 공동상속인의 협의 또는 법원에 의하여 기여분이 인정될 수 있도록 함(제1008조의2).

2005년 개정 민법 제837조의2는 자(子)를 직접 양육하지 아니하는 '부모 중 일방'은 면접교섭권을 가지며, 가정법원은 자녀의 복리를 위하여 필요한 때에는 당사자의 청구 또는 직권으로 면접교섭을 제한하거나 배제할 수 있다고 규정하고 있으며, 2007년의 민법에서는 자(子)의 면접교섭권을 규정하고 있다. 면접교섭권의 성질은 부모와 자녀에게 주어진 '자연권'인 반면에, 그 구체적인 내용은 '양육권'으로 실현되고 또한 합리적으로 운용되어야 하는 권리이다. 자녀는 면접교섭권의 '객체'로서만 인식되는 것이 아니라 '주체'로서의 권리가 인정됨으로써 자녀의 최대 복리가 가족법의 최대 이념으로서 평가되는 21세기 가족법의 면모를 갖추게 되었다. 「유엔아동권리협약」 제3조 제1항은 공공 또는 민간 사회복지기관, 법원, 행정당국 또는 입법기관 등에 의하여 실시되는 아동에 관한 모든 활동에 있어서 아동의 최대이익이 우선적으로 고려되어야 한다는 원칙이 대한민국에서도 실현되었다.
2005년 개정 민법이 "자(子)는 부(父)의 성(姓)과 본(本)을 따른다. 다만, 부모가 혼인신고시 모의 성과 본을 따르기로 협의한 경우에는 모(母)의 성과 본을 따른다"라고 규정하면서 여성도 자신의 성을 자녀에게 물려줄 수 있게 되었다. 또 "자(子)의 복리를 위하여 자(子)의 성(姓)과 본(本)을 변경할 필요가 있을 때는 부모 또는 자(子)의 청구에 의하여 법원의 허가를 받아 이를 변경할 수 있다. 다만 자가 미성년자이고 법정대리인이 청구할 수 없을 경우에는 제777조의 규정에 따른 친족 또는 검사가 청구할 수 있다"라고 규정하면서 2008년 1월 1일부터 자녀의 성과 본 변경이 가능해졌다.

### 상속법
구법에서는 상속편을 호주상속제도와 재산상속제도로 나누어 신분상·재산상의 지위를 계승하는 제도 규범으로 하였다. 그러나 양자 모두 역사적 전통의 소산으로서의 가부장제도의 색채가 짙었고 남자우위·중심적인 요소가 많아 현대의 시대적 상황·사고와 지나치게 많은 차이가 나타나 그 본질적인 수정이 불가피해졌다.
1990년 1월 13일 법률 제4199호 개정·공포된 '민법 중 개정법률'은 호주상속제도를 분리해내어 친족편에 귀속시킴으로써 상속법은 재산상속만을 규율하게 하였다. 이 개정법률 중 특히 주목할 부분은 직계비속간의 상속분의 차등을 없앤 것과 배우자의 상속분을 직계비속의 5할을 가산, 그 권리를 증가시킨 것이고, 그 밖에 기여분제도(寄與分制度)와 분묘(墳墓) 등의 승계제도가 신설되었다.

## 같이 보기
- 가족
- 가정법원
- 별거
- 이혼
- 친권
- 친생자
- 혼인